# Le Monde de l'horreur
Pour plus de détails, voir Fiche technique et Distribution.
Le Monde de l'horreur (Il mondo dell'orrore di Dario Argento) est un film documentaire italien réalisé par Michele Soavi, sorti en 1985.

## Synopsis
Le film retrace la carrière et l'œuvre du cinéaste italien Dario Argento, connu pour ses films d'horreur et ses gialli. Le film commence sur un extrait des Frissons de l'angoisse, puis enchaîne sur un entretien avec Luciano Tovoli sur le plateau de Suspiria. Les extraits suivants sélectionnent Inferno, Ténèbres et Phenomena avant de finir sur la première trilogie du réalisateur, L'Oiseau au plumage de cristal, Le Chat à neuf queues et Quatre Mouches de velours gris. Le réalisateur commente chacune de ces scènes et développe ce qui l'a mené dans sa vie à s'intéresser au genre de l'horreur et de sa relation aux images. D'autres membres de l'équipe qui ont travaillé sur ces films livrent également leurs impressions. Plusieurs scènes coupées, comme le double meurtre du début de Suspiria qui avait été supprimé au montage du film, sont présentées en exclusivité.

## Fiche technique
Sauf indication contraire, les informations mentionnées dans cette section peuvent être confirmées par la base de données cinématographiques IMDb,  présente dans la section « Liens externes ».
- Titre original : Il mondo dell'orrore di Dario Argento
- Titre français : Le Monde de l'horreur
- Réalisation : Michele Soavi
- Scénario : Michele Soavi
- Photographie : Gianlorenzo Battaglia, Stefano Ricciotti
- Montage : Piero Bozza
- Musique : Claudio Simonetti
- Producteur : Michele Soavi
- Sociétés de production : World Sales Compas International, DACFILM Rome
- Pays d'origine : Italie
- Format : Couleurs - 4/3 - son mono - 16 mm
- Genre : documentaire
- Durée : 76 minutes
- Dates de sortie : 
  -  Italie : 1985

## Distribution
- Romano Albani
- Dario Argento
- Fiore Argento
- Urbano Barberini
- Patrick Bauchau
- Michael Brandon
- Flavio Bucci
- Clara Calamai